# Joseph-Antoine Bell
Joseph-Antoine Bell (ur. 8 października 1954 w Mouandé) – były kameruński piłkarz występujący na pozycji bramkarza. Wzrost: 178 cm, waga: 75 kg.

## Życiorys
Jako junior grał w takich klubach, jak: Èclair Douala, Oryx Douala, Prison`s Buea, czy Africa Douala. Jego pierwszym profesjonalnym klubem był Union Douala, gdzie grał przez trzy sezony i zdobył mistrzostwo Kamerunu w 1976 i 1978 roku, oraz został klubowym mistrzem Afryki. Następnie przeszedł do klubu z Wybrzeża Kości Słoniowej, a konkretniej do Africa Sports Abidżan. Zdobył z tą drużyną afrykański Puchar Zdobywców Pucharów i mistrzostwo Egiptu w 1983 roku. Następnie trafił do egipskiego Al-Mokawloon Al-Arab, a klub ten był odskocznią do Europy.
W sezonie 1985/1986 po Bella zgłosili się działacze Olympique Marsylia. Debiutował w Ligue 1 16 lipca 1985 roku, podczas przegranego 0:1 meczu z Le Havre AC. Grał z takimi tuzami, jak Jean-Pierre Papin, czy Alain Giresse. W 1986 roku zdobył z tym klubem Puchar Francji, a rok później powtórzył ten sukces, a dodatkowo został wicemistrzem Ligue 1, a zasług Bella w zdobyciu tych trofeów nie sposób ocenić. W sezonie 1988/1989 przeniósł się do Sporting Toulon Var i przez jeden sezon rozegrał tam 31 meczów. Kolejnym jego klubem był Girondins Bordeaux, w barwach którego grał przez dwa sezony, a w 1990 roku zdobył po raz trzeci w karierze Puchar Francji. Jego ostatnim klubem było AS Saint-Etienne, gdzie grał trzy sezony i spotkał między innymi swojego rodaka - Jeana-Claude Pagala, oraz Polaka - Piotra Świerczewskiego. Karierę zakończył w 1994 roku.
Brał udział w Pucharach Narodów Afryki w 1984 i 1988 roku. W 1984 zdobył ze swoją reprezentacją złoty medal. Ma na swoim koncie udział w trzech Mundialach, 1982, 1990 i 1994, jednak w 1982 i 1990 roku nie zaliczył na MŚ ani jednego meczu. Był zmiennikiem Thomasa N’Kono.
| Sezon   | Klub                  | Kraj    | Flaga                    | Rozgrywki         | Mecze |
| ------- | --------------------- | ------- | ------------------------ | ----------------- | ----- |
| 1975    | Union Duala           | Kamerun | Kamerun                  | Première Division | ?     |
| 1976    | Union Duala           | Kamerun | Kamerun                  | Première Division | ?     |
| 1977    | Union Duala           | Kamerun | Kamerun                  | Première Division | ?     |
| 1978    | Union Duala           | Kamerun | Kamerun                  | Première Division | ?     |
| 1979    | Union Douala          | Kamerun | Kamerun                  | Première Division | ?     |
| 1982    | Africa Sports Abidżan | WKS     | Wybrzeże Kości Słoniowej | Ligue 1 MTN       | ?     |
| 1983    | Africa Sports Abidżan | WKS     | Wybrzeże Kości Słoniowej | Ligue 1 MTN       | ?     |
| 1983/84 | Al-Mokawloon Al-Arab  | Egipt   | Egipt                    | I. liga           | ?     |
| 1984/85 | Al-Mokawloon Al-Arab  | Egipt   | Egipt                    | I. liga           | ?     |
| 1985/86 | Olympique Marsylia    | Francja | Francja                  | Ligue 1           | 36    |
| 1986/87 | Olympique Marsylia    | Francja | Francja                  | Ligue 1           | 38    |
| 1987/88 | Olympique Marsylia    | Francja | Francja                  | Ligue 1           | 35    |
| 1988/89 | Sporting Toulon Var   | Francja | Francja                  | Ligue 1           | 31    |
| 1989/90 | Girondins Bordeaux    | Francja | Francja                  | Ligue 1           | 38    |
| 1990/91 | Girondins Bordeaux    | Francja | Francja                  | Ligue 1           | 37    |
| 1991/92 | AS Saint-Étienne      | Francja | Francja                  | Ligue 1           | 35    |
| 1992/93 | AS Saint-Étienne      | Francja | Francja                  | Ligue 1           | 38    |
| 1993/94 | AS Saint-Étienne      | Francja | Francja                  | Ligue 1           | 26    |